# White House (Helensburgh)

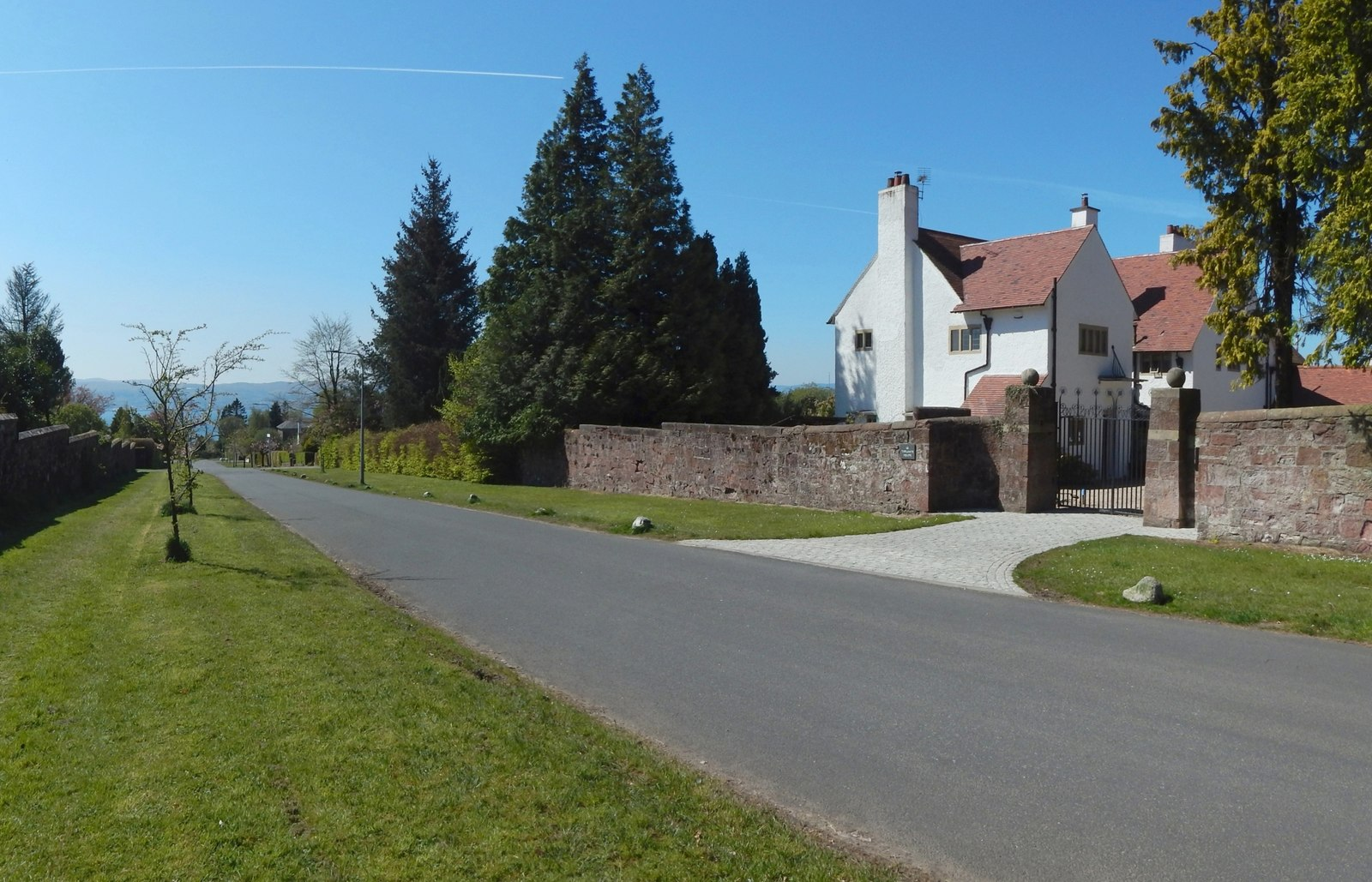
White House, Helensburgh

White House ist eine Villa in der schottischen Stadt Helensburgh in der Council Area. Das Gebäude befindet sich in der Upper Colquhoun Street im Norden der Stadt. 1993 wurde die Villa in die schottischen Denkmallisten in der höchsten Kategorie A aufgenommen.
Das Gebäude wurde im Jahre 1899 für H. S. Paul fertiggestellt. Als Architekt war Mackay Hugh Baillie Scott für die Planung verantwortlich. White House ist eines von nur zwei Gebäuden dieses Architekten. Das zweite ist das Sandford Hill Hotel in Wormit, Fife. Architektonisch bildet das Gebäude den Übergang zwischen den traditionellen großen Villen und der Arts-and-Crafts-Bewegung, wie sie in der nahen Umgebung zu finden sind. Vielleicht wurde Charles Rennie Mackintosh bei der Planung des unweit gelegenen Hill House von der Architektur des White House inspiriert und übernahm einige Motive.

## Beschreibung
Das White House ist zweistöckig gebaut und weist grob einen L-förmigen Grundriss. Die Fassaden der asymmetrischen Villa sind im traditionellen Stile mit Harl verputzt und weiß gestrichen. Fenster und Eingangstüren sind von cremefarbenen Faschen aus Sandstein umgeben. Die einzelnen Flügel des White House schließen entweder mit ziegelgedeckten Satteldächern oder Flachdächern ab. Durch einen Umbau vor 1960 wurde das Gebäude in zwei Hälften geteilt. Davor waren die Mauern mit Art-Nouveau-Malereien verziert.